# Шад, Боб
Роберт Шад (англ. Robert Shad; урождённый Абрахам Шадринский, англ. Abraham Shadrinsky; 12 февраля 1920, Нью-Йорк, Нью-Йорк — 13 марта 1985, Лос-Анджелес, Калифорния) — американский музыкальный продюсер и владелец звукозаписывающих лейблов. 

## Карьера
Карьера Шада как продюсера началась с работы у Германа Любински на Savoy Records и Эла Грина на National Records в 1940-х годах, где он продюсировал Чарли Паркера в дополнение к блюзовому и ритм-энд-блюзовому материалу. В 1948 году он основал первый из нескольких лейблов Sittin' In With, где продюсировал Лайтнина Хопкинса, Сонни Терри и Брауни Макги, Смоки Хогга, Пепперминта Харриса, Керли Уивера и других. В 1951 году он был назначен директором по артистам и репертуару (A&R) в Mercury Records, при котором он основал лейбл EmArcy. На дочернем лейбле он продюсировал, среди прочих, джазовых музыкантов Сару Воан, Мейнарда Фергюсона, квинтет Клиффорда Брауна/Макса Роуча, Билли Экстайна и Дину Вашингтон. Он также работал в поп-музыке (с Патти Пейдж, Виком Дэймоном и The Platters) и блюзе (снова с Хопкинсом и Биг Биллом Брунзи).
Шад основал лейбл Time в середине-конце 1950-х, и, помимо альбомов в стиле джаз и коктейль-поп, у него были хиты с The Bell Notes, а на его лейбле Shad — с The Knockouts и The Beau-Marks. Он продюсировал первые вокальные записи Лу Рида «Your Love» и «Merry Go 'Round» для Time в 1962 году. Он также основал лейбл Brent (в основном для подписания контрактов на Западном побережье) и записал хиты с Skip & Flip, The Chevrons и Бертой Тиллман.
В 1964 году он основал Mainstream Records, где он переиздал свой старый материал и продюсировал новые записи Шелли Манн, Кармен Макрей, Диззи Гиллеспи, Роя Хейнса, Блю Митчелла, Бадди Терри и Пита Йеллина. Его заслуги в рок-н-ролле включают дебютные альбомы Big Brother and the Holding Company, Дженис Джоплин и Теда Ньюджента (The Amboy Dukes).